# 亚历山德拉·博伊科娃
亚历山德拉·伊戈尔耶芙娜·博伊科娃（俄語：Александра Игоревна Бойкова，2002年1月20日—），俄罗斯花样滑冰运动员，2019年欧洲锦标赛双人滑铜牌得主、2020年欧洲锦标赛双人滑金牌得主、2021年世界锦标赛双人滑铜牌得主、2022年欧洲锦标赛双人滑铜牌得主。